# La Drôme Classic 2023
La 11.ª edición de la clásica ciclista Drôme Classic (llamado oficialmente: Drôme Classic) fue una carrera en Francia que se celebró el 26 de febrero de 2023 sobre un recorrido de 191,5 kilómetros con inicio y final en el municipio de Étoile-sur-Rhône en el departamento de Drôme y la región Ródano-Alpes.
La carrera formó parte del UCI ProSeries 2023, calendario ciclístico mundial de segunda división, dentro de la categoría UCI 1.Pro y fue ganada por el francés Anthony Perez del Cofidis. Completaron el podio, como segundo y tercer clasificado respectivamente, el portugués Rui Costa del Intermarché-Circus-Wanty y el italiano Andrea Bagioli del Soudal Quick-Step.

## Equipos participantes
Tomaron parte en la carrera 21 equipos: 13 de categoría UCI WorldTeam invitados por la organización, 6 de categoría UCI ProTeam y 2 de categoría Continental. Formaron así un pelotón de 140 ciclistas de los que acabaron 72. Los equipos participantes fueron:
| WorldTeams (13)- AG2R Citroën Team - Arkéa-Samsic - Astana Qazaqstan Team - Bora-Hansgrohe - Cofidis - EF Education-EasyPost - Groupama-FDJ - Intermarché-Circus-Wanty - Soudal Quick-Step - Team DSM - Team Jayco AlUla - Trek-Segafredo - UAE Team Emirates ProTeams (6)- Bingoal WB - Israel-Premier Tech - Lotto Dstny - TotalEnergies - Tudor Pro Cycling Team - Uno-X Pro Cycling Team Equipos continentales (2)- CIC U Nantes Atlantique - Saint Michel-Mavic-Auber 93 |
| |

## Clasificación final
- La clasificación finalizó de la siguiente forma:[2]

| \| Clasificación general \| Clasificación general \| Clasificación general \| Clasificación general \| Clasificación general \| \| Ciclista \| Ciclista \| Equipo \| Tiempo \| \| \| --------------------- \| --------------------- \| ------------------------ \| --------------------- \| --------------------- \| \| 1.º \| Anthony Perez \| Cofidis \| 4 h 57 min 26 s \| \| \| 2.º \| Rui Alberto Costa \| Intermarché-Circus-Wanty \| + 1 min 11 s \| \| \| 3.º \| Andrea Bagioli \| Soudal Quick-Step \| + 1 min 11 s \| \| \| 4.º \| David Gaudu \| Groupama-FDJ \| + 1 min 13 s \| \| \| 5.º \| Quinn Simmons \| Trek-Segafredo \| + 1 min 13 s \| \| \| 6.º \| Mattias Skjelmose \| Trek-Segafredo \| + 1 min 34 s \| \| \| 7.º \| Georg Zimmermann \| Intermarché-Circus-Wanty \| + 1 min 38 s \| \| \| 8.º \| Simon Clarke \| Israel-Premier Tech \| + 1 min 41 s \| \| \| 9.º \| Corbin Strong \| Israel-Premier Tech \| + 1 min 43 s \| \| \| 10.º \| Dorian Godon \| AG2R Citroën Team \| + 1 min 48 s \| \| |                   |                          |                 |
| |                   |                          |                 |
| Fuente: ProCyclingStats |                   |                          |                 |
| Clasificación general |                   |                          |                 |
| Ciclista | Ciclista          | Equipo                   | Tiempo          |
| 1.º | Anthony Perez     | Cofidis                  | 4 h 57 min 26 s |
| 2.º | Rui Alberto Costa | Intermarché-Circus-Wanty | + 1 min 11 s    |
| 3.º | Andrea Bagioli    | Soudal Quick-Step        | + 1 min 11 s    |
| 4.º | David Gaudu       | Groupama-FDJ             | + 1 min 13 s    |
| 5.º | Quinn Simmons     | Trek-Segafredo           | + 1 min 13 s    |
| 6.º | Mattias Skjelmose | Trek-Segafredo           | + 1 min 34 s    |
| 7.º | Georg Zimmermann  | Intermarché-Circus-Wanty | + 1 min 38 s    |
| 8.º | Simon Clarke      | Israel-Premier Tech      | + 1 min 41 s    |
| 9.º | Corbin Strong     | Israel-Premier Tech      | + 1 min 43 s    |
| 10.º | Dorian Godon      | AG2R Citroën Team        | + 1 min 48 s    |

## Ciclistas participantes y posiciones finales
Convenciones:
- AB-N: Abandono en la etapa "N"
- FLT-N: Retiro por llegada fuera del límite de tiempo en la etapa "N"
- NTS-N: No tomó la salida para la etapa "N"
- DES-N: Descalificado o expulsado en la etapa "N"

## UCI World Ranking
La Drôme Classic otorgó puntos para el UCI World Ranking para corredores de los equipos en las categorías UCI WorldTeam, UCI ProTeam y Continental. Las siguientes tablas son el baremo de puntuación y los diez corredores que obtuvieron más puntos:
| Posición              | 1.º | 2.º | 3.º | 4.º | 5.º | 6.º | 7.º | 8.º | 9.º | 10.º | 11.º | 12.º | 13.º | 14.º | 15.º | 16.º-30.º | 31.º-40.º |
| Clasificación general | 200 | 150 | 125 | 100 | 85  | 70  | 60  | 50  | 40  | 35   | 30   | 25   | 20   | 15   | 10   | 5         | 3         |

| Clasificación |                          |                          |         |
| Posición      | Ciclista                 | Equipo                   | General |
| ------------- | ------------------------ | ------------------------ | ------- |
| 1.º           | Anthony Perez            | Cofidis                  | 200     |
| 2.º           | Rui Costa                | Intermarché-Circus-Wanty | 150     |
| 3.º           | Andrea Bagioli           | Soudal Quick-Step        | 125     |
| 4.º           | David Gaudu              | Groupama-FDJ             | 100     |
| 5.º           | Quinn Simmons            | Trek-Segafredo           | 85      |
| 6.º           | Mattias Skjelmose Jensen | Trek-Segafredo           | 70      |
| 7.º           | Georg Zimmermann         | Intermarché-Circus-Wanty | 60      |
| 8.º           | Simon Clarke             | Israel-Premier Tech      | 50      |
| 9.º           | Corbin Strong            | Israel-Premier Tech      | 40      |
| 10.º          | Dorian Godon             | AG2R Citroën             | 35      |